# Pelargonium bowkeri
Pelargonium bowkeri (Harv., 1862) è una pianta appartenente alla famiglia delle Geraniaceae, originaria di Sudafrica ed eSwatini.

## Descrizione
Questa pianta raggiunge in genere i 40 cm di altezza. Le foglie sono sottili e coperte di una peluria fitta. I fiori, che appaiono a febbraio, sono rosa o giallastri, ma ciò che è particolare sono i petali, che sono divisi in lobi così piccoli da sembrare fatti di fili.

## Distribuzione e habitat
P. bowkeri è una specie diffusa nell'Africa meridionale e, in particolare, la si può trovare nei paesi di Sudafrica ed eSwatini.